# Dvorana europskih prvaka
Dvorana europskih prvaka sportska je dvorana u sklopu IV. osnovne škole Bjelovar. Dvorana se nalazi na Poljani dr. Franje Tuđmana unutar četvrti Logorište nedaleko od starog gradskog stadiona "Drvenjak".

## Opis
Ime dvorane komemorira pobjedu nekadašnjeg ORK Partizan nad njemačkim rukometnim klubom Gummersbachom s bodovnom razlikom 19 :14, 9. veljače 1972. osvojivši naslov europskih prvaka. Klub je bio i najuspješniji rukometni klub u Jugoslaviji.
Na zidu kraj Dvorane europskih prvaka nalazi se mural, na kojem su naslikani članovi ORK Partizan noseći zlatni kup nakon pobjede.